# Mariano De Fino
Mariano De Fino (n. 11 de mayo de 1983 en Salto), es un ciclista italo-uruguayo. Actualmente compite para el equipo amateur Audax De Flores.

## Biografía
Como juvenil se adjudicó la Vuelta Ciclista de la Juventud del año 2002 defendiendo al equipo de su ciudad natal, el Club Ciclista Salto Nuevo.
Estuvo compitiendo en Italia con licencia italiana, donde tuvo un pasaje por los equipos profesionales del Domina Vacanze a finales de 2004 como aprendiz, para luego fichar por el equipo Naturino-Sapore di Mare. Para 2006 recaló en España en el equipo amateur Diputación de León
Retornó a Uruguay, y otra vez con licencia uruguaya compitió en equipos como Amanecer (2007-2008), el Villa Teresa desde 2008 hasta 2012, pasando luego al BROU-Flores en 2012-2013 y al Club Ciclista Fénix en 2013-2015.
Durante el receso invernal de la temporada de ciclismo uruguaya de 2009 volvió al Diputación de Léon donde consiguió un 3.er puesto en el Trofeo San Antonio que se disputa en Renedo de Piélagos, Cantabria.
Su victoria más importante es el triunfo en la Vuelta Ciclista del Uruguay en 2014, otras posiciones destacables son un 5º puesto en la Vuelta Ciclista del Uruguay 2010 y la misma ubicación en Rutas de América 2011.
A fines de 2010 obtuvo la medalla de plata en el Campeonato Nacional Contrarreloj detrás de su coterráneo Jorge Soto.

## Palmarés
2010 (como amateur)
- 2.º en el Campeonato de Uruguay Contrarreloj

## Equipos
- Domina Vacanze (2004)[10]
- Naturino-Sapore di Mare (2005)
- Villa Teresa (2008-2011 (amateur)